# Кавата, Юки
Юки Кавата (яп. 河田悠希; род. 16 июня 1997, Хиросима) — японский лучник, специализирующийся на стрельбе из олимпийского лука. Бронзовый призёр Олимпийских игр и серебряный призёр чемпионата Азии.

## Биография
Юки Кавата родился 16 июня 1997 года.
В 2020 году он получил награду города Хацукаити.

## Карьера
Юки Кавата начал заниматься стрельбой из лука в первом классы начальной школы в Хацукаити, хотя в целом спортом занимался с пяти лет. Узнал о стрельбе из лука на местном фестивале.
В 2017 году он принял участие на Кубке мира в Солт-Лейк-Сити, где достиг стадии 1/16 финала. На том же турнире он участвовал в миксте и занял девятое место. На чемпионате Азии в Дакке в индивидуальном первенстве завоевал серебряную медаль. Также участвовал в составе мужской сборной на командном турнире, но дальше четвертьфинала пройти не смог. Японцы финишировали седьмыми.
В 2018 году Юки Кавата участвовал на двух этапах Кубка мира, но выступил неудачно. И в Анталии, и в Шанхае он выбывал на ранних стадиях, финишировав на 57-м месте.
В 2021 году перенесённые из-за пандемии коронавируса Олимпийские игры прошли в Токио, и японцы имели возможность без квалификации заявить трёх спортсменов. Юки Кавата вошёл в их число. На командном турнире японцы были четвёртыми сеяными, попав сразу в четвертьфинал. В первом поединке они уверенно победили США, не проиграв ни один сет, со счётом 5:1. В полуфинале матч против олимпийских чемпионов корейцев завершился вничью, и по результатам перестрелки чуть точнее оказались соперники японцев. В матче за бронзу Юки Кавата, Такахару Фурукава и Хироки Муто вновь дошли до перестрелки и на этот раз победили, завоевав медаль. В индивидуальном турнире Юки Кавата проиграл в первом же поединке бельгийцу Ярно де Смедту со счётом 2:6.